# Leucospermum patersonii
Leucospermum patersonii  es una especie de arbusto   perteneciente a la familia  Proteaceae. Es originaria de Sudáfrica.

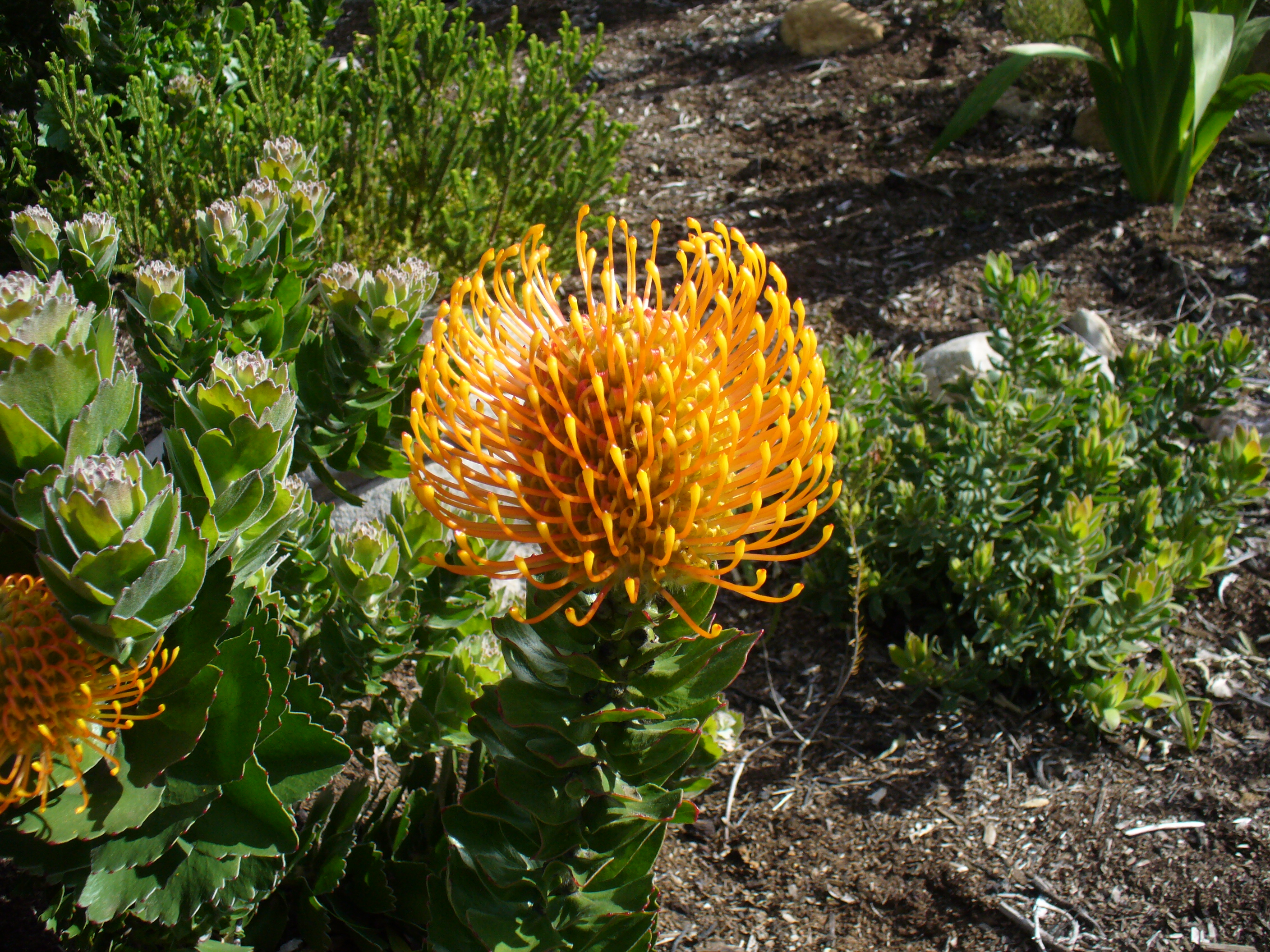
Detalle de la flor

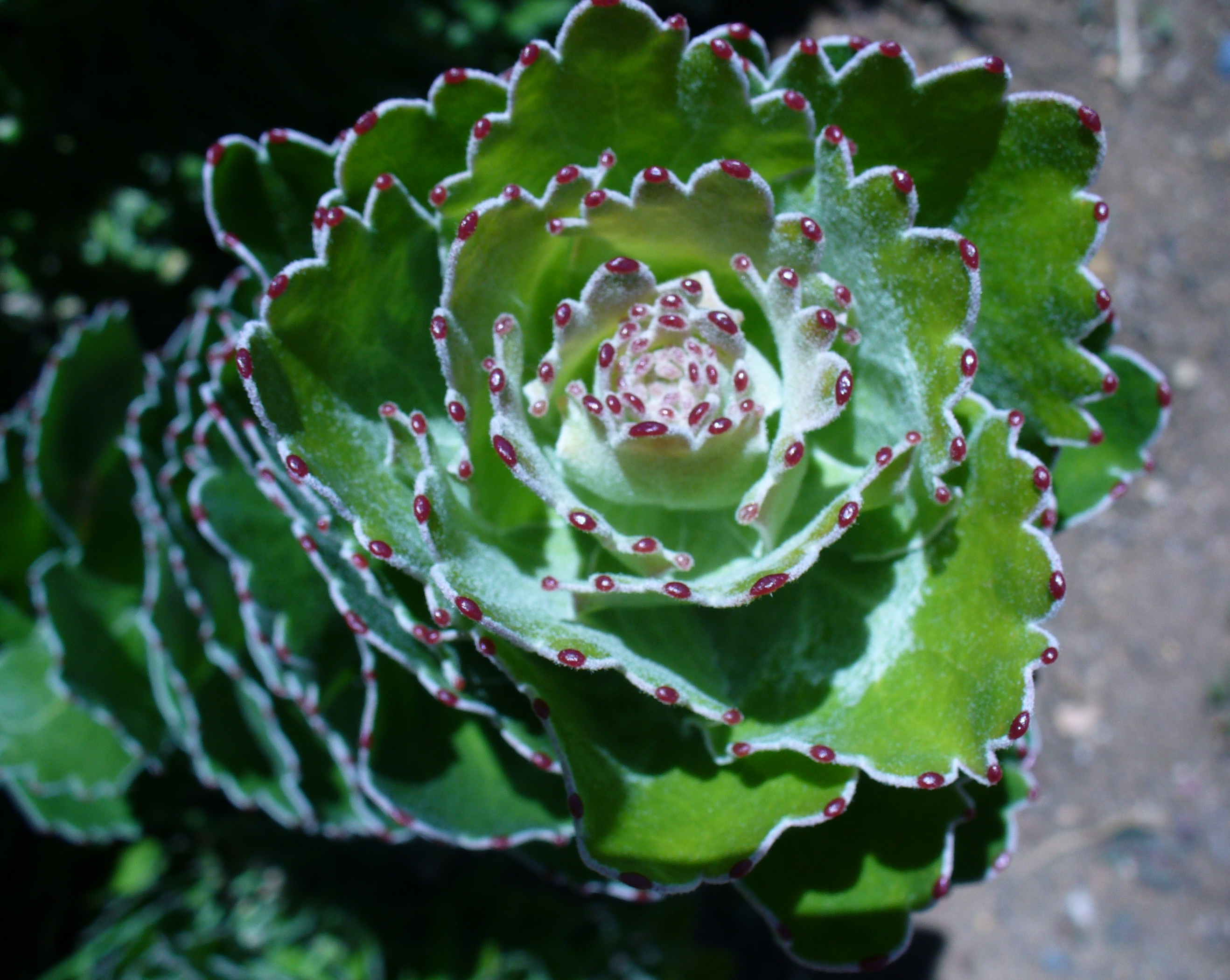
Detalle de las hojas

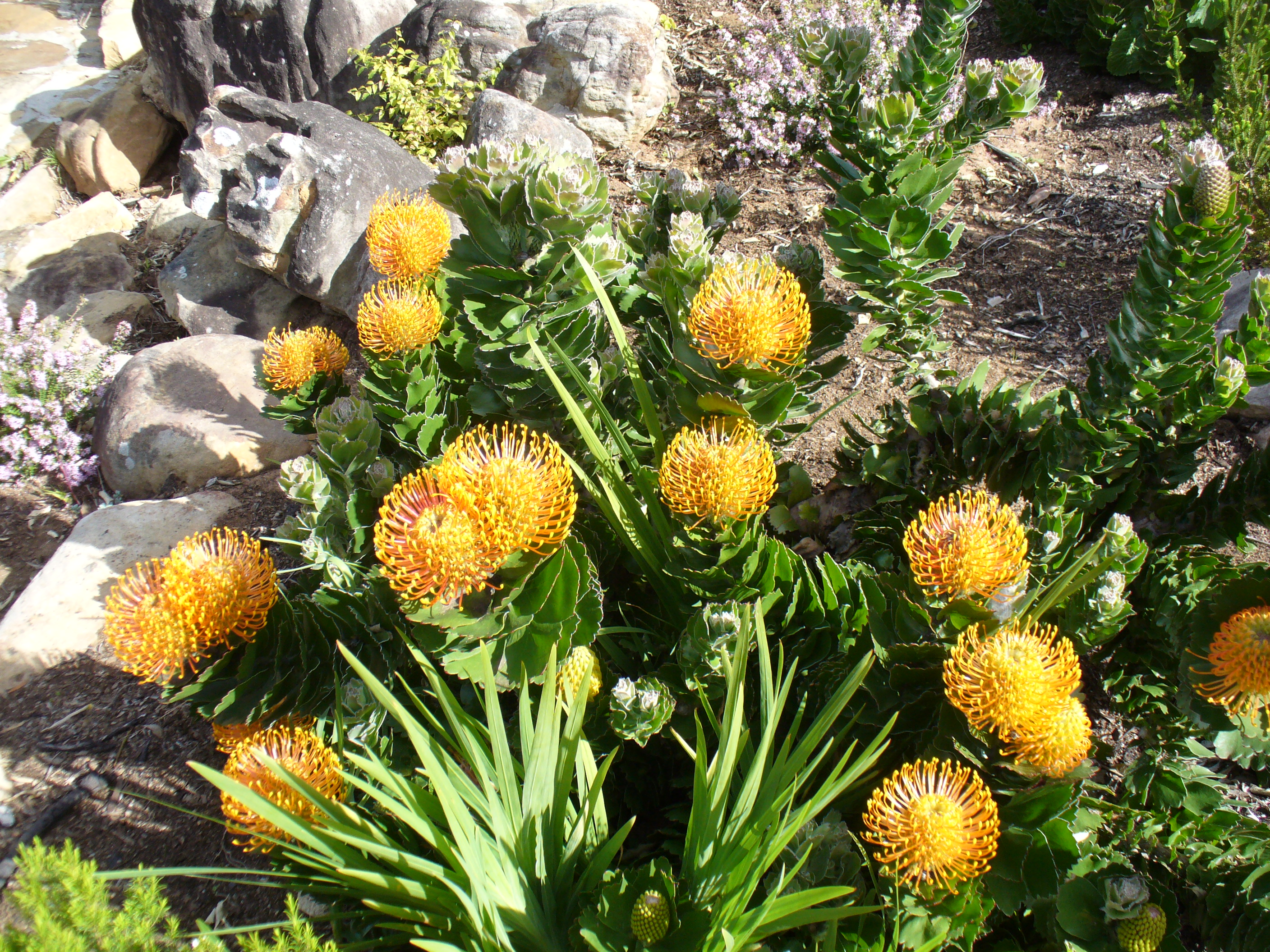
Vista de la planta

## Descripción
Leucospermum patersonii es un gran arbusto ornamental redondeado o pequeño árbol con un solo tronco robusto principal cubierto con una gruesa corteza de corcho. Lleva flores de color naranja, por lo general en grupos de tres. Es árbol de estatura, alcanza un tamaño de hasta 4 m de altura y entre 3 y 6 m de diámetro. Su follaje es de un atractivo color verde, luminoso, con hojas oblongas en términos generales, glabras (sin pelo), que son dentadas en el ápice. Las hojas están apretadas y se superponen, dando a la planta un aspecto voluminoso y frondoso. Las flores son de color naranja brillante a rojo y muy vistosas. Son similares, pero un poco más pequeñas que las de Leucospermum cordifolium. Las flores son en parte rodeadas por las hojas superiores. Las flores se producen de julio a diciembre.

## Distribución y hábitat
Leucospermum patersonii se limita a una pequeña área de distribución a lo largo de la franja costera y que van desde 50 hasta 300 metros sobre el nivel del mar. Se limita a suelos alcalinos (piedra caliza), ya sea en bosques densos o poblaciones dispersas. Su hábitat es frío y húmedo en invierno y muy ventoso, seco y caluroso en verano.
Leucospermum patersonii se limita a los suelos alcalinos en afloramientos de piedra caliza entre Kleinmond y el Cabo Agulhas. Algunos de su hábitat ha sido destruido por la expansión urbana, el desarrollo de las plantaciones de flores cortadas y plantas exóticas invasoras, y está localmente extinta en Hermanus. No se encuentra actualmente amenazada y está catalogado como "Vulnerable", pero las predicciones de cambio climático indican una reducción significativa de la población para el año 2025.

## Ecología
Las flores  de color naranja de Leucospermum patersonii son polinizadas por colibríes y aves de azúcar del Cabo. Se posan en las cabezas de las flores o los tallos  en busca de néctar, y al hacerlo, sus cabezas y cuellos entrar en contacto el polen al que se adhiere y pueden transportalo a otra planta. Las flores también son visitadas por las abejas y escarabajos, en particular el escarabajo verde Trichostetha fascicularis, pero no ayudan en la polinización, ya que no entran en contacto con el polen.
Las semillas tienen eleosoma, un apéndice rico en proteínas, que atrae a las hormigas que llevan las semillas a sus nidos subterráneos para consumirlo. Esta dispersión de semillas por las hormigas se conoce como mirmecocoria. Después de un incendio, las semillas almacenadas en los nidos de las hormigas germinan después de ser sometidas al calor. Diferentes especies de hormigas se sienten atraídas por la fruta, pero la hormiga principal asociada con esta relación simbiótica es la hormiga, Anoplolepis custodiens. Las hormigas se benefician al alimentarse de los elaosomas ricos en proteínas. Los beneficios de plantas abarcan diferentes maneras. Las hormigas reúnen las semillas y las entierran en nidos que están a salvo de las aves y roedores. También ayudan a dispersar las semillas y guardarlas en sus nidos, ricos en nutrientes, y llenos de humus. Las semillas se llevan y almacenan a suficiente profundidad subterránea para protegerlas del fuego, pero todavía dentro del alcance del calor de los incendios, necesario para estimular su germinación. Los frutos son capaces de vivir por periodos largos y germinar después de un incendio, cuando se desencadenan por estímulos diversos, tales como cambios en los niveles de temperatura, pH y oxígeno en el nido de las hormigas.

## Taxonomía
Leucospermum patersonii fue descrita por  Edwin Percy Phillips y publicado en Bothalia 2: 474. 1928.
Etimología
El género Leucospermum deriva de las palabras griegas leukos que significa blanco, y de spermum =  semilla, en referencia a las semillas blancas o de color claro de muchas especies. Las semillas son en realidad de color negro, pero están recubiertas con una piel blanca carnosa (eleosoma).
El epíteto patersonii fue nombrado en honor de Mr. W. H. Paterson  que la recogió y la envió al Herbario Nacional a través del Dr. R. Marloth.
- Lista de árboles autóctonos de Sudáfrica